# Kościół Narodzenia Najświętszej Maryi Panny w Kończycach Małych
Kościół pod wezwaniem Narodzenia Najświętszej Maryi Panny w Kończycach Małych – rzymskokatolicki kościół parafialny znajdujący się w Kończycach Małych, w powiecie cieszyńskim, w województwie śląskim. Od 16 listopada 1999 sanktuarium Matki Bożej Kończyckiej. Należy do dekanatu Strumieńskiego diecezji bielsko-żywieckiej.

## Historia i opis
Ten jednonawowy kościół wzniesiony został w 1713 r. na miejscu poprzedniego drewnianego kościoła. Obok niego stanęła drewniana wieża, którą dopiero w 1818 r. zastąpiono murowaną. Wewnątrz kościoła, przed prezbiterium, znajduje się renesansowe epitafium rycerza Zygmunta Wyszkoty z 1568 r.  
Szczególną czcią w kościele cieszy się pochodzący z XVI wieku cudowny wizerunek "Matki Boskiej Kończyckiej", zwanej Madonną z kwiatem mlecza. Do XIX wieku był on celem pielgrzymek z całego Śląska Cieszyńskiego, a także z Prus. W 1945 roku w czasie działań wojennych, kościół został poważnie uszkodzony i splądrowany, obraz został jednak nietknięty. W 1962 i 2007 roku poddano go oczyszczeniu i odnowieniu. 

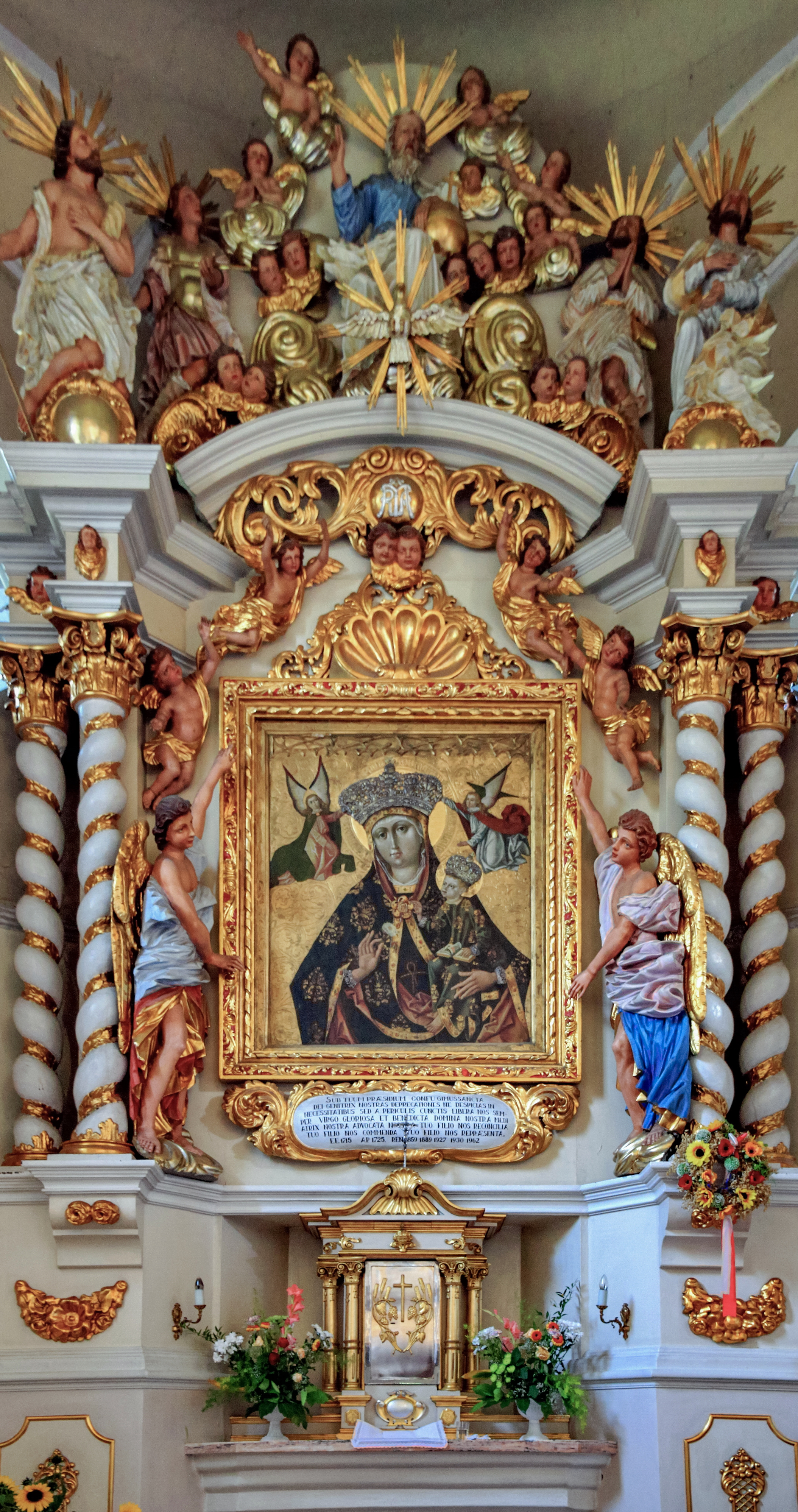
Obraz Matki Boskiej Kończyckiej
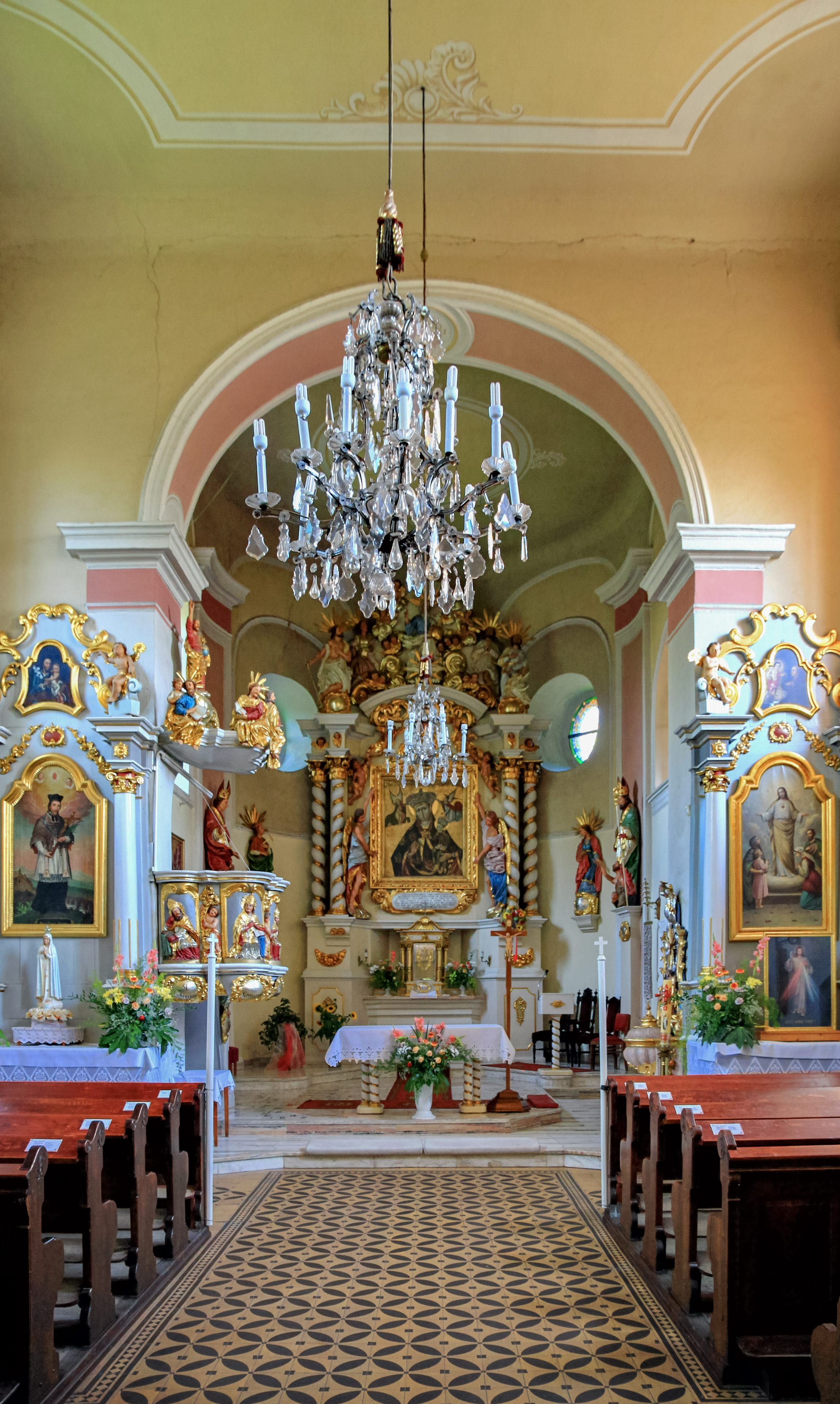
Nawa
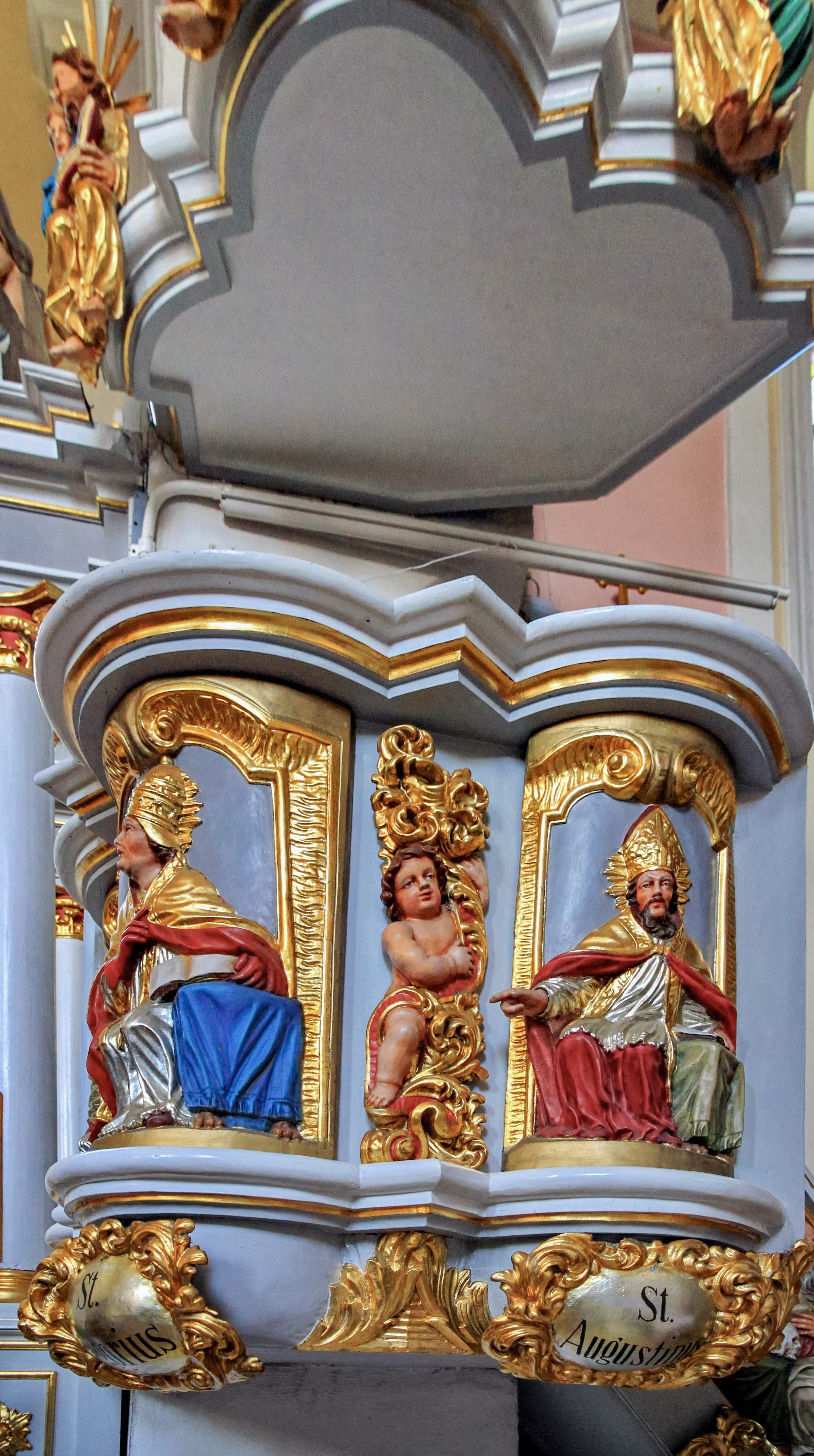
Ambona
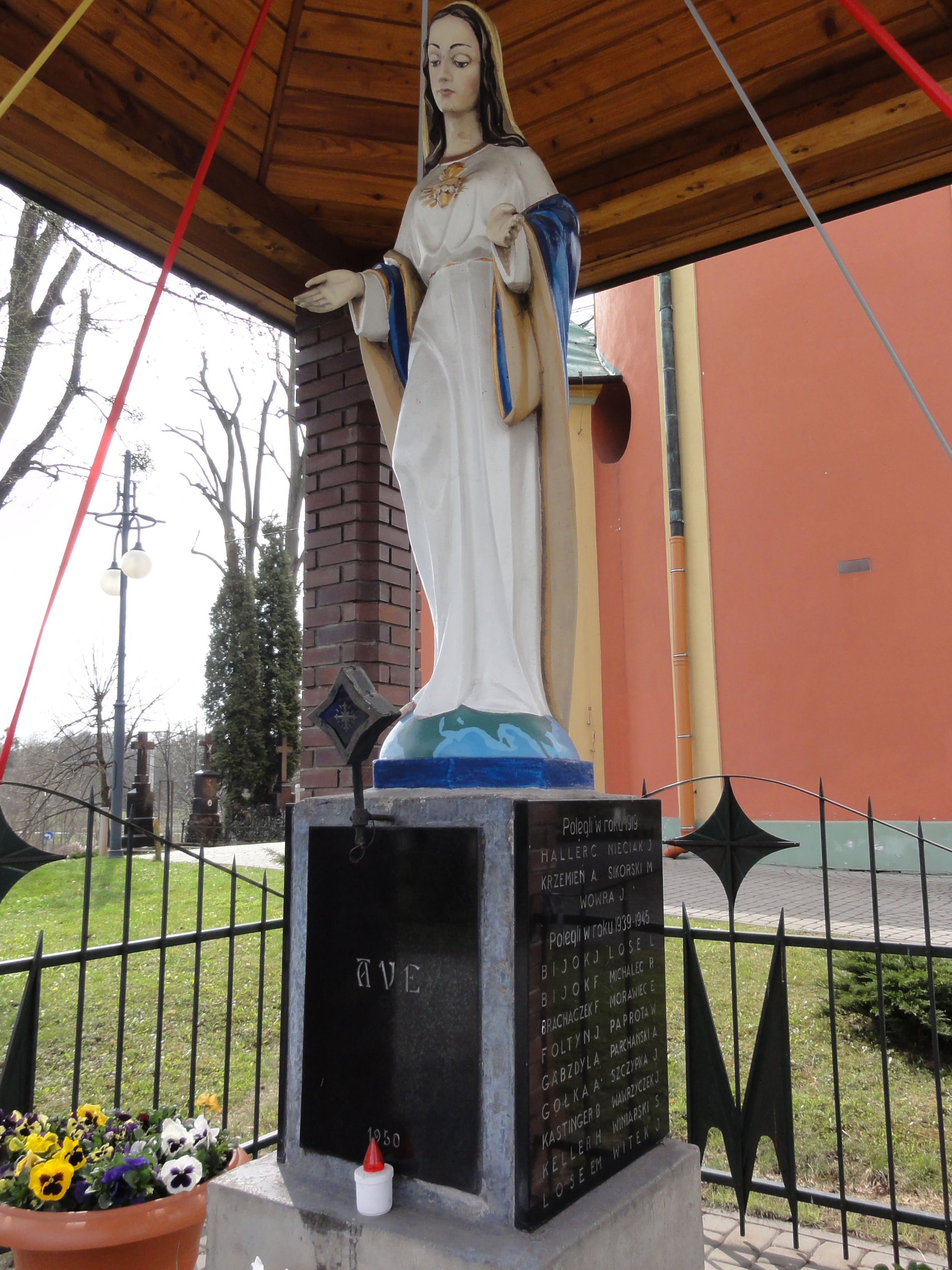
Figura Najświętszej Maryi Panny przed kościołem
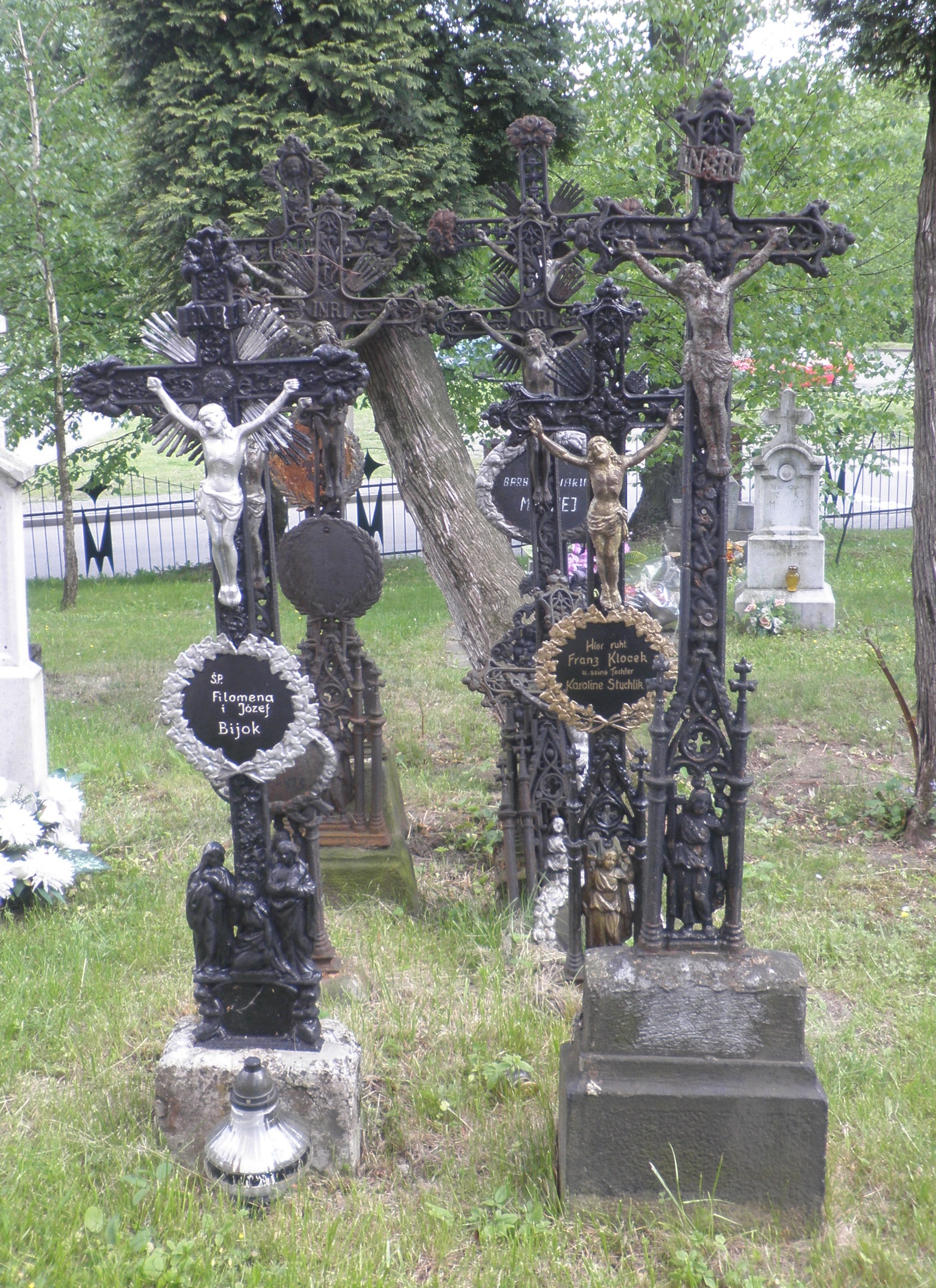
Krzyże na cmentarzu